# Gerrit Fuß
Gerrit Fabian Fuß (* 1993 in Weinheim) ist ein deutscher Politiker (Bündnis 90/Die Grünen). Er war von 2020 bis 2022 Mitglied der Hamburgischen Bürgerschaft.

## Leben
Fuß studierte Umweltnaturwissenschaften an der ETH Zürich und der University of Edinburgh. Bis 2020 arbeitete er als Berater für erneuerbare Energien. 
Zum Wintersemester 2019 begann er berufsbegleitend ein Studium der Architektur an der HafenCity Universität Hamburg. 
Fuß ist ledig und lebt in Hamburg-Wilhelmsburg. 

## Politik
Bei der Wahl zur Hamburger Bürgerschaft 2020 erhielt Fuß ein Direktmandat im Wahlkreis Billstedt – Wilhelmsburg – Finkenwerder. In der Bürgerschaftsfraktion der Grünen war er Sprecher für Verkehr. Im August 2022 schied er aus der Bürgerschaft aus, um sich stärker seinem Studium widmen zu können. Für ihn rückte Adrian Hector nach.
Zudem war er Sprecher der Landesarbeitsgemeinschaft Mobilität & Verkehr der Hamburger Grünen und Vorsitzender des Ausschusses für Mobilität der Bezirksversammlung Hamburg-Mitte.